# 张芸
张芸（1712年—？），字时圃，号东圆，一号鹤川，湖北省漢陽縣豐樂里人（今武汉市东西湖区柏泉办事处），汉阳张氏，清朝政治人物、舉人出身。张坦熊之子。

## 生平
雍正十年（1732年），湖北壬子科乡试中举。1744年，接替李阊权任福建永安县知县（1747年由邵应龙接任）。之后转任龙溪县知县，后升任泉州府同知。之后辞职回乡，晚年主持光州书院，曾教胡云坡、吴香亭等。著述有《凤椟山人诗草》。